# Paire duale
En analyse fonctionnelle, une paire duale ou un système dual désigne un couple d'espaces vectoriels muni d'une forme bilinéaire non dégénérée.
En analyse fonctionnelle, l'étude des espaces vectoriels normés nécessite parfois d'analyser sa relation avec son dual topologique, qui est l'espace vectoriel formé de toutes les applications linéaires continues définies sur l'espace de départ. Une paire duale généralise ce concept, la dualité étant exprimée grâce à une application bilinéaire. À partir de cette application bilinéaire, on peut utiliser des semi-normes pour construire une topologie polaire (en) sur les espaces vectoriels et en former des espaces localement convexes, qui sont la généralisation des espaces vectoriels normés.

## Définitions
Soient {\displaystyle X} et {\displaystyle Y} deux espaces vectoriels sur un même corps commutatif {\displaystyle K}. Soit {\displaystyle X^{*}} le dual algébrique de {\displaystyle X} et {\displaystyle Y^{*}} celui de {\displaystyle Y} (tout au long du présent article on suppose l'axiome du choix vrai).
Définition (forme bilinéaire non dégénérée) : Soit {\displaystyle B:X\times Y\to K} une forme bilinéaire. Elle induit deux applications linéaires
- {\displaystyle X\to Y^{*};x\mapsto B(x,\cdot )}
- {\displaystyle Y\to X^{*};y\mapsto B(\cdot ,y)}

L'application bilinéaire {\displaystyle B} est dite :
- non dégénérée à gauche si {\displaystyle X\to Y^{*}} est injective,
- non dégénérée à droite si {\displaystyle Y\to X^{*}} est injective,
- non dégénérée si {\displaystyle B} est non dégénérée à gauche et à droite.

Définition (paire duale) : Soient {\displaystyle X} et {\displaystyle Y} deux espaces vectoriels sur un même corps commutatif {\displaystyle K}. Soit {\displaystyle B:X\times Y\rightarrow K} une forme bilinéaire. On dit alors que X et Y sont mis en dualité par {\displaystyle B}. Si de plus {\displaystyle B} est non dégénérée :
- {\displaystyle X} et {\displaystyle Y} sont dits être en dualité (ou encore être mis en dualité séparante),
- on écrit {\displaystyle \langle \cdot ,\cdot \rangle } au lieu de {\displaystyle B},
- le triplet {\displaystyle (X,Y,\langle \cdot ,\cdot \rangle )} est dit être une paire duale[1],
- l'application bilinéaire {\displaystyle \langle \cdot ,\cdot \rangle } est dit être un appariement dual.

Deux éléments {\displaystyle x\in X} et {\displaystyle y\in Y} sont orthogonaux si
{\displaystyle \langle x,y\rangle =0}.
Deux ensembles {\displaystyle M\subseteq X} et {\displaystyle N\subseteq Y} sont orthogonaux si toute paire d'éléments de {\displaystyle M} et {\displaystyle N} sont orthogonaux.

## Paires duales faibles et fortes
Définition (paire duale forte) : Soit {\displaystyle (X,Y,\langle \cdot ,\cdot \rangle )} une paire duale. L'appariement dual {\displaystyle \langle \cdot ,\cdot \rangle } induit deux applications
- {\displaystyle X\to Y^{*};x\mapsto \langle x,\cdot \rangle }
- {\displaystyle Y\to X^{*};y\mapsto \langle \cdot ,y\rangle }

La paire duale {\displaystyle (X,Y,\langle \cdot ,\cdot \rangle )} est dite forte (et l'appariement dual dit fort) lorsque ces deux dernières applications sont surjectives. Une paire duale qui n'est pas forcément forte (c.-à-d. d'appariement dual pas forcément fort) est dite faible.
Remarque : En utilisant le fait que l'injection naturelle {\displaystyle J:X\to X^{**}} de {\displaystyle X} dans son bidual algébrique {\displaystyle X^{**}} est surjective si et seulement si {\displaystyle X} est de dimension finie, il est aisé de démontrer qu'une paire duale est forte si et seulement si {\displaystyle X} et {\displaystyle Y} sont de dimension finie. Selon le contexte, cette dernière (proto-)définition de paire duale forte peut être modifiée (en considérant la surjectivité vers certains sous-espaces de {\displaystyle X^{*}} et {\displaystyle Y^{*}}) pour rendre compte de propriétés plus subtiles d'une paire duale donnée (cf. exemple 3 ci-dessous).

## Exemples
Exemple 1 : Soit {\displaystyle X} un espace vectoriel (ou bien un module sur un anneau) et {\displaystyle X^{*}} son dual algébrique. Considérons l'application bilinéaire
{\displaystyle \langle \cdot ,\cdot \rangle :X^{*}\times X\rightarrow K:(f,x)\mapsto \langle f,x\rangle :=f(x)}
correspondant l'accouplement de dualité entre {\displaystyle X^{*}} et {\displaystyle X}. Il lui correspond deux applications linéaires
{\displaystyle X^{*}\rightarrow X^{*}}
{\displaystyle X\rightarrow X^{**}}
La première application {\displaystyle X^{*}\rightarrow X^{*}} est l'identité sur {\displaystyle X^{*}} (et est donc injective). La seconde application {\displaystyle X\rightarrow X^{**}} est l'injection naturelle de {\displaystyle X} dans son bidual algébrique {\displaystyle X^{**}}. Cette dernière application est injective car {\displaystyle X^{*}} sépare les points de {\displaystyle X}, i.e. pour tout {\displaystyle x\in E\backslash \{0\}} il existe {\displaystyle f\in E^{*}} t.q. {\displaystyle f(x)\neq 0} (ceci est dû à l'axiome du choix). Ce faisant, {\displaystyle \langle \cdot ,\cdot \rangle } est non dégénérée et est un appariement dual, dit appariement naturel (ou appariement dual canonique ou encore crochet de dualité), entre {\displaystyle X} et son dual algébrique {\displaystyle X^{*}}.
Exemple 2 :
Soit {\displaystyle (X,Y,\langle \cdot ,\cdot \rangle )} une paire duale. Alors le triplet {\displaystyle (Y,X,\langle \cdot ,\cdot \rangle ')} est une paire duale où {\displaystyle \langle y,x\rangle ':=\langle x,y\rangle }.
Exemple 3 :
Soit {\displaystyle E} un e.v.t. localement convexe sur un corps commutatif {\displaystyle K} et soit {\displaystyle E'} son dual topologique. Considérons l'application bilinéaire
{\displaystyle \langle \cdot ,\cdot \rangle :E'\times E\rightarrow K;(f,x)\mapsto \langle f,x\rangle :=f(x)}
correspondant à l'accouplement de dualité entre {\displaystyle X'} et {\displaystyle X}.
À l'application bilinéaire {\displaystyle \langle \cdot ,\cdot \rangle } correspondent deux applications
{\displaystyle \iota :E'\rightarrow E^{*};f\mapsto \langle f,\cdot \rangle }
{\displaystyle J:E\rightarrow (E')^{*};x\mapsto \langle \cdot ,x\rangle }
La première est l'inclusion canonique de {\displaystyle E'} en {\displaystyle E^{*}}. Donnons à {\displaystyle E'} la topologie {\displaystyle \beta (E',E)}. Puisqu'à {\displaystyle x\in E}, l'application linéaire {\displaystyle J(x)\in (E^{'})^{*}} est {\displaystyle \sigma (E',E)}-continue et que la topologie {\displaystyle \beta (E',E)} est plus fine que celle {\displaystyle \sigma (E',E)}, {\displaystyle J(x)} repose en {\displaystyle E''} le bidual topologique de l'espace localement convexe {\displaystyle E}. En considérant les co-restrictions
{\displaystyle \iota :E'\rightarrow E^{'};f\mapsto \langle f,\cdot \rangle }
{\displaystyle J:E\rightarrow E'';x\mapsto \langle \cdot ,x\rangle }
on voit alors que {\displaystyle \iota } est l'identité sur {\displaystyle E'} (i.e. est un isomorphisme) et que {\displaystyle J} est l'inclusion naturelle de {\displaystyle E} dans son bidual topologique {\displaystyle E''} (ce qui est injectif par le théorème de Hahn-Banach sur les espaces localement convexes). Il suit que le triple {\displaystyle (E',E,\langle \cdot ,\cdot \rangle )} est une paire duale. En particulier, cette paire duale sera forte si l'injection naturelle {\displaystyle J:E\rightarrow E''} est surjective (i.e. si {\displaystyle E} est semi-réflexif).
Exemple 4 :
Un espace de suites ℓp {\displaystyle E} et son beta-dual (en) {\displaystyle E^{\beta }} associés à l'application bilinéaire définie par
{\displaystyle \langle x,y\rangle :=\sum _{i=0}^{\infty }x_{i}y_{i}\quad x\in E,y\in E^{\beta }}
forme une paire duale.
Exemple 5 : Soit {\displaystyle M} une variété lisse et réelle de dimension finie {\displaystyle n}. Soit {\displaystyle \Omega _{c}^{k}(M)} l'espace des {\displaystyle k}-formes différentielles réelles à support compact sur {\displaystyle M}. Soit
{\displaystyle \langle \cdot ,\cdot \rangle :\Omega _{c}^{k}(M)\times \Omega _{c}^{n-k}(M)\to \mathbb {R} ;(\alpha ,\beta )\mapsto \langle \alpha ,\beta \rangle :=\int _{M}\alpha \wedge \beta }
Alors le triple {\displaystyle (\Omega _{c}^{k}(M),\Omega _{c}^{n-k}(M),\langle \cdot ,\cdot \rangle )} est une paire duale.